# Whitney Houston (álbum)
Whitney Houston es el álbum debut de la cantante pop estadounidense Whitney Houston, publicado el 14 de febrero de 1985. El álbum tuvo un comienzo lento, pero explosionó durante 1986 con la ayuda de tres sencillos #1 –Saving All My Love for You, How Will I Know y Greatest Love of All– en el Billboard Hot 100. Es el álbum de estudio más exitoso de Whitney Houston, vendiendo 30 millones de copias. 

## Sencillos
- “You Give Good Love”
- “Saving All My Love For You”
- “How Will I Know”
- “Thinking About You”
- “Greatest Love Of All”

## Lista de canciones
| #   | Título                                                                                | Tiempo |
| --- | ------------------------------------------------------------------------------------- | ------ |
| 1.  | "You Give Good Love" (LaLa)                                                           | 4:36   |
| 2.  | "Thinking About You" (Kashif y LaLa)                                                  | 5:28   |
| 3.  | "Someone For Me" (Fred Washington y Raymond C. Jones)                                 | 5:01   |
| 4.  | "Saving All My Love For You" (Michael Masser y Gerry Goffin)                          | 4:01   |
| 5.  | "Nobody Loves Me Like You Do" con Jermaine Jackson (Pamela Phillips y James P. Dunne) | 3:48   |
| 6.  | "How Will I Know" (George Merrill, Shannon Rubicam y Narada Michael Walden)           | 4:31   |
| 7.  | "All At Once" (Michael Masser y Jeffrey Osborne)                                      | 4:29   |
| 8.  | "Take Good Care Of My Heart" con Jermaine Jackson (Steve Dorff y Peter McCann)        | 4:21   |
| 9.  | "Greatest Love Of All" (Michael Masser y Linda Creed)                                 | 4:58   |
| 10. | "Hold Me" con Teddy Pendergrass (Michael Masser y Linda Creed)                        | 6:03   |

## Personal
- Whitney Houston - voz, coros[5]
- Linden Aaron - batería Simmons
- Walter Afanasieff - múltiples instrumentos
- Roy Ayers - vibráfono
- Kitty Beethoven - coros
- Michael Boddicker - sintetizador
- Robbie Buchanan - piano, Fender Rhodes
- Paulinho Da Costa - percusión
- Nathan East - bajo
- Sammy Figueroa - percusión
- Kenny G - saxofón tenor
- Mike Gibbs - conductor
- Jim Gilstrap - coros
- Preston Glass - múltiples instrumentos, Roland TR-808
- Greg "Gigi" Gonaway
- Jennifer Hall - coros
- Niki Haris - coros
- Vincent Henry - saxofón
- Cissy Houston - cantante invitada
- Dann Huff - guitarra
- Paul Jackson Jr. - guitarra
- Randy Jackson - múltiples instrumentos
- Bashiri Johnson - percusión
- Kashif - synthesizer, teclados, coros
- Randy Kerber - piano
- Paul Leim - batería
- Cory Lerios - sintetizador, Oberheim expander
- Frank Martin - múltiples instrumentos
- Marcus Miller - bajo
- Paul Pesco - guitarra
- Claytoven Richardson - coros
- John "J.R." Robinson - batería
- Marc Russo - trompeta
- Corrado Rustici - guitarra sintetizador
- Ira Siegel - guitarra
- Premik Russell Tubbs - trompeta
- Narada Michael Walden - drums
- Jack Waldman - sintetizador
- Wayne Wallace - trompeta
- Fred Zarr - sintetizador

## Producción
- Productores: Jellybean Benitez, Kashif, Michael Masser, Narada Michael Walden
- Productor Ejecutivo: Clive Davis
- Ingenieros: Jim Boyer, Dean Burt, Michael Delugg, Doc Dougherty, Dave Fraser, Darroll Gustamachio, Calvin Harris, Michael Hutchinson, Fred Law, Dennis MacKay, Michael Mancini, Russ Terrana
- Asistentes de Ingenieros: Milton Chan, Nick Delre, Michael Dotson, Toni Greene, Jay Healy, Fernando Kral, Bob Loftus, Steve MacMillan, Tony Maserati, Dennis Mitchell, Peshay, Don Peterkofsky, Timmy Reppert, Mike Ross, Mark Roule, Craig Vogel, Amy Ziffer
- Mezcla: Darroll Gustamachio, Michael Hutchinson
- Masterización: George Marino
- Coordinación de Producción: Alicia Winfield
- Programación: Kashif
- Programación de Batería: Jellybean, Narada Michael Walden
- Programación de Percusión: Preston Glass
- Arreglos: Tony Cortez, Narada Michael Walden, Jack Waldman
- Arreglos de Trompetas: Jerry Hey, Gene Page
- Arreglos de ritmos: Kashif, Gene Page
- Arreglos de cuerdas: Mike Gibbs, Lee Holdridge, Gene Page
- Arreglos vocales: Whitney Houston
- Trabajo de Arte: Milton Sincoff
- Diseño: Marl Larson
- Fotografía: Richard Avedon
- Escritura a Mano: Bernard Maisner

## Posicionamiento
Álbum - Billboard (E.U.)
| Año  | Lista                  | Posición |
| ---- | ---------------------- | -------- |
| 1985 | The Billboard 200      | 1        |
| 1985 | Top R&B/Hip-Hop Albums | 1        |

Sencillos - Billboard (E.U.)
| Año  | Sencillo                     | Lista                              | Posición |
| ---- | ---------------------------- | ---------------------------------- | -------- |
| 1985 | "How Will I Know"            | Adult Contemporary                 | 1        |
| 1985 | "How Will I Know"            | Hot R&B/Hip-Hop Singles & Tracks   | 1        |
| 1985 | "How Will I Know"            | The Billboard Hot 100              | 1        |
| 1985 | "Saving All My Love for You" | Adult Contemporary                 | 1        |
| 1985 | "Saving All My Love for You" | Hot R&B/Hip-Hop Singles & Tracks   | 1        |
| 1985 | "Saving All My Love for You" | The Billboard Hot 100              | 1        |
| 1985 | "Thinking About You"         | Hot Dance Music/Club Play          | 1        |
| 1985 | "Thinking About You"         | Hot R&B/Hip-Hop Singles & Tracks   | 1        |
| 1985 | "You Give Good Love"         | Adult Contemporary                 | 1        |
| 1985 | "You Give Good Love"         | Hot R&B/Hip-Hop Singles & Tracks   | 1        |
| 1985 | "You Give Good Love"         | The Billboard Hot 100              | 1        |
| 1986 | "Greatest Love of All"       | Adult Contemporary                 | 1        |
| 1986 | "Greatest Love of All"       | Hot R&B/Hip-Hop Singles & Tracks   | 1        |
| 1986 | "Greatest Love of All"       | The Billboard Hot 100              | 1        |
| 1986 | "How Will I Know"            | Hot Dance Music/Club Play          | 1        |
| 1986 | "How Will I Know"            | Hot Dance Music/Maxi-Singles Sales | 1        |

| Posición ingreso | Mejor posición | Semanas en la mejor posición | Semanas en lista |
| ---------------- | -------------- | ---------------------------- | ---------------- |
| 166              | 1              | 14                           | 176              |

## Premios
Premios Grammy
| Año  | Ganador                      | Categoría                               |
| ---- | ---------------------------- | --------------------------------------- |
| 1985 | "Saving All My Love for You" | Mejor Interpretación Vocal Pop Femenina |

American Music Awards
| Año  | Ganador                      | Categoría                |
| ---- | ---------------------------- | ------------------------ |
| 1986 | "You Give Good Love"         | Favorite Soul/R&B Single |
| 1986 | "Saving All My Love For You" | Favorite Soul/R&B Video  |
| 1987 | Whitney Houston              | Favorite Soul/R&B Album  |
| 1987 | Whitney Houston              | Favorite Pop/Rock Album  |
| 1987 | "Greatest Love Of All"       | Favorite Soul/R&B Video  |

Billboard Music Awards
| Año  | Ganador         | Categoría     |
| ---- | --------------- | ------------- |
| 1986 | Whitney Houston | Top Pop Album |

Rolling Stone Elección de los Lectores/Críticos
| Año  | Ganador         | Categoría           |
| ---- | --------------- | ------------------- |
| 1986 | Whitney Houston | Mejor álbum del año |